# Petit Garçon
Albums de Graeme Allwright
Joue, joue, joue
(1966) A long distant present from thee... becoming
(1970)
Pistes de Le Jour de clarté
La Ligne Holworth
(10) L'Étranger
(12)
Petit Garçon est la version francophone d'Old Toy Trains (parfois intitulée Little Toy Trains), une chanson écrite en 1967 par Roger Miller sur le thème de Noël. Les paroles françaises sont de Graeme Allwright et datent de 1968.
Elle évoque la descente du père Noël par la cheminée, et l'attente interminable du petit garçon pour recevoir ses jouets, sur fond du folklore de Noël.

## Chanson originale

### Historique
Roger Miller a écrit Old Toy Trains en 1967 pour son fils, Dean Miller. Sortie chez Smash Records à la fin de l'année, la chanson a mis fin à huit ans d'interdiction de sortie de chansons de Noël de ce label.

### Réception critique
Un journaliste non crédité dans Billboard a attribué une critique positive à la version originale de Roger Miller, affirmant que « Miller a composé l'une de ses ballades les plus émouvantes et touchantes pour tous les âges, qu'il interprète à la perfection ».

## Reprises
Petit Garçon a été reprise notamment par Nana Mouskouri en 1972, dans son album Pour les Enfants.
En 2000, interprété par Charlélie Couture et Elsa, il figure en bonne place dans l'album Noël ensemble, vendu au profit de la recherche contre le sida.
En 2011, le titre est repris par Florent Marchet sur son disque de chants de Noël, Noël's Songs.
En 2014, l'interprétation de cette chanson par Garou et Ryan devient l'hymne officiel du Téléthon de la même année, Garou étant le parrain de cet événement. À cette occasion, Garou a chanté Petit Garçon en direct, accompagné d'Hélène Ségara et du tennisman et chanteur Yannick Noah. Par la suite, la chanson a été incorporée dans le neuvième album studio de Garou, It's Magic, sorti le 24 novembre 2014 chez Mercury Records.
Dans son album Chante Noël de 2020, Elsa Esnoult propose une reprise de Petit garçon. Etant fan du morceau durant son enfance, elle annonce avoir personnellement insisté pour l'intégrer à l'album.